# Sword Art Online
Sword Art Online (ソードアート・オンライン, Sōdo Āto Onrain) is een Japanse lightnovelserie geschreven door Reki Kawahara en geïllustreerd door abec. De serie speelt zich af in de nabije toekomst en richt zich op verschillende virtuele MMORPG-werelden. De publicaties van de lightnovels begon met een imprint van ASCII Media Works' Dengeki Bunko vanaf 10 april 2009 met daarnaast de lancering van een spin-off in oktober 2012. De serie heeft acht manga-edities voortgebracht gepubliceerd door ASCII Media Works en Kadokawa. De novels en vier van de manga-edities hebben een licentie om in Noord-Amerika gepubliceerd te worden door de Yen Press.
Een anime-televisieserie gemaakt door A-1 Pictures werd in Japan tussen juli en december 2012 uitgezonden. Een Extra editie werd op 31 december 2013 uitgezonden, en een tweede animeserie, genaamd Sword Art Online II, werd tussen juli en december 2014 uitgezonden. Een videospel dat gebaseerd is op de serie, Sword Art Online: Infinity Moment, werd uitgebracht op de PlayStation Portable in maart 2013 en een tweede videospel, Sword Art Online: Hollow Fragment, voor de PlayStation Vita (PS Vita) werd in april 2014 uitgebracht. Een derde spel, Sword Art Online: Lost Song, werd op de PlayStation 3 uitgebracht en op de PS Vita in maart 2015.

## Verhaal
Sword Art Online (SAO) is een "Virtual Reality Massively Multiplayer Online Role-Playing Game" (VRMMORPG), uitgebracht in 2022. Met de Nerve Gear, een virtual realityhelm die de vijf zintuigen van de speler via het brein stimuleert, kunnen spelers hun in-game personage met hun gedachten ervaren en besturen.
Op 6 november 2022 loggen de spelers voor het eerst in op SAO om er later achter te komen dat ze niet meer uit het spel kunnen uitloggen. Ze worden dan door de maker van het spel Akihiko Kayaba verteld dat om uit het spel te komen, ze de 100ste verdieping van de toren moeten bereiken en daar de eindbaas van het spel moeten verslaan. Een van de spelers is Kazuto "Kirito" Kirigaya, die een van de 1000 bètatesters was. Vanwege zijn eerdere ervaringen en kennis van het spel denkt hij dat hij het spel makkelijk kan uitspelen. Daarom kiest hij ervoor om alleen op pad te gaan. Na twee jaar wordt Kirito vrienden met een vrouwelijke medespeelster genaamd Asuna op wie hij uiteindelijk verliefd wordt. Nadat het duo de identiteit van Kayaba's karakter in SAO ontdekt heeft, bevechten ze en verslaan ze hem, waardoor ze zichzelf en de andere spelers uit het spel bevrijden.
Terwijl Kirito naar de echte wereld wordt teruggestuurd, komt hij erachter dat 300 SAO-spelers, waaronder Asuna, nog steeds niet ontwaakt zijn. Na het horen van enkele geruchten over Asuna's locatie in een andere VRMMORPG genaamd Alfheim Online (ALO), treedt Kirito ook de servers van ALO binnen. Met hulp van zijn nicht Sugha Kirigaya, in-game bekend als Leafa, ontdekt hij dat de gevangen spelers deel uitmaken van een plan bedacht door Nobuyuki Sugō. Het plan is om illegale experimenten op de spelers toe te passen, waardoor hij ze in hun macht heeft. Onder deze spelers bevindt zich dus ook Asuna, met wie Nobuyuki wil trouwen in de echte wereld om zo het bedrijf van haar familie over te nemen. Nadat Kirito Nobuyuki's plan ontmaskert, wordt hij eindelijk weer herenigd met Asuna terug in de echte wereld.

## Virtuele werelden
Het verhaal speelt zich af in verschillende virtuele werelden, waarvan Sword Art Online de eerste is. Alle werelden zijn gemaakt in een game engine die "The World Seed" heet. Deze engine was aanvankelijk speciaal gemaakt voor SAO door Akihiko Kayaba, maar later werd deze gedupliceerd voor ALO en daarna heeft Kirito het online gezet om zo de industrie van virtual reality videospellen te redden. De belangrijkste werelden zijn:
Sword Art Online (SAO) (ソードアート・オンライン, Sōdo Āto Onrain)
De eerste virtuele game wereld, en de wereld waarin de eerste verhaallijn plaatsvindt. De wereld heeft de vorm van een gigantisch zwevend kasteel genaamd Aincrad, met 100 verdiepingen. Elke verdieping heeft een middeleeuwse stijl en een kerker met een eindbaas, welke verslagen moet worden voordat de spelers naar de volgende verdieping kunnen gaan. Zoals de meeste RPG's heeft SAO een level-based systeem. Na de bètatest bedacht de maker van het spel een systeem om de spelers in het spel te houden, door de functie om uit te loggen weg te halen. Wanneer iemand in-game sterft of wanneer iemand in de echte wereld hun helm probeert te verwijderen, wordt er een sterke elektromagnetische stroomstoot opgewekt, waardoor hun hersenen geëlektrocuteerd worden en ze dus sterven. Van de 10,000 spelers sterven er 3.853, de helft daarvan sterft de eerste maand.
Alfheim Online (ALO) (アルヴヘイム・オンライン, Aruvuheimu Onrain)
De tweede virtuele game wereld, en de wereld waarin de tweede verhaallijn plaatsvindt. De spelers karakters in deze VRMMORPG zijn gebaseerd op feeën, die 10 minuten kunnen vliegen met hun vleugels. Alfheim, gebaseerd op Álfheimr en andere aspecten van de Noorse Mythologie, is een grote wereld verdeeld in gescheiden gebieden voor alle 9 feeënrassen, waaronder Cait Siths, Spriggans, Sylphs en de Salamanders. In het centrum van Alfheim bevindt zich een enorme boom genaamd "The World Tree", en het doel van het spel is om de top van die boom te bereiken, waar de speler de feeënkoning Oberon zal ontmoeten en zal worden veranderd in een 10de ras apart, de Alfs, die onbeperkt kunnen vliegen. Kirito probeert echter naar de top te komen om Asuna te redden. Hij komt er tijdens de verhaallijn ook achter dat het bestaan van deze Alfs echter een leugen is.
Gun Gale Online (GGO) (ガンゲイル・オンライン, Gan Geiru Onrain)
De derde virtuele game wereld, en de wereld waarin de derde verhaallijn plaatsvindt. GGO is een first-person shooter VRMMORPG waarbij de nadruk ligt op het gebruik van geweren, hoewel handwapens zoals lightsabers en messen ook voorkomen. Het videospel is ontwikkeld door een Amerikaans bedrijf, Zaskar, en speelt zich af in een sciencefiction wereld waarin de mensen de apocalyptische aarde verlaten hebben maar zijn gecrasht tijdens hun weg terug naar huis. Van alle games stimuleert GGO concurrentie het meest, door spelers echt geld te geven in ruil voor in-game behaald geld, waardoor veel professionele spelers de game spelen om hun geld te verdienen. Het meest competitieve aspect van het spel is het Bullet of Bullets (BoB) toernooi, waarbij spelers zowel in duellen als in een free-for-all open wereld elkaar moeten bevechten.
UnderWorld (アンダーワールド, Andāwārudo)
De vierde wereld, en de wereld waarin de vierde verhaallijn plaatsvindt. Dit is de eerste virtuele wereld die geen game is maar meer een simulatie van kunstmatige intelligentie, welke zich afspeelt in een renaissancewereld waar spelers aangemoedigd worden om zelf de wereld op te bouwen door nieuwe wetenschappelijke en technologische bevindingen te doen. Volgens Kirito, een van Uw's ontwikkelaars, is het op grafisch gebied de meest realistische virtuele wereld tot nu toe. Het tempo waarin de tijd in UnderWorld passeert kan fluctueren en kan veel sneller gaan dan de tijd op aarde. Tijd in UnderWorld kan soms wel 1500 keer zo snel gaan als op aarde.

## Media

### Light novels
Reki Kawahara schreef het eerste deel in 2001 voor schrijfcompetitie van ASCII Media Works, maar trok zich terug uit de competitie omdat zijn werk het maximale aantal pagina's overschreden had. In plaats daarvan publiceerde hij het op het internet onder het pseudoniem Fumio Kunori. Later voegde hij hier meerdere delen en ook andere verhalen aan toe. In 2008 schreef hij zich weer in voor de competitie met zijn novel Accel World, waarmee hij deze keer de eerste prijs won. Na deze prestatie werd niet alleen Accel World, maar ookSword Art Online verzocht gepubliceerd te worden door ASCII Media Works. Kawahara stemde met dit voorstel in en verwijderde zijn novels van het internet. In samenwerking met illustrator abec werd het eerste geprinte exemplaar gepubliceerd op 10 april 2009. Door het grote succes werden er tot 2014 nog 15 andere delen gepubliceerd.